# WWF (bestandsindeling)
WWF is een bestandsindeling voor documenten gebaseerd op de PDF-standaard. Ze is ontwikkeld door het Wereld Natuur Fonds en is ontworpen om moeilijk af te drukken te zijn. Hiermee zou het een milieu- en natuurvriendelijker bestandstype zijn omdat het zorgt voor een verminderd papierverbruik. Momenteel is er software beschikbaar om WWF-bestanden te creëren voor Mac OS X 10.4 en Windows XP en latere versies. Tevens is soortgelijke opensourcesoftware beschikbaar voor Linux en Windows XP.
De bestanden hebben de extensie .wwf en zouden volgens de makers geopend kunnen worden door de meeste programma's die ook PDF-bestanden kunnen openen.
De organisatie tracht bedrijven en organisaties over te halen het bestandstype te gebruiken. Tot zover is dat gelukt met onder andere de Triodos Bank.

## Kritiek
Het initiatief is bekritiseerd omdat het de rechten van eindgebruikers zou inperken, niet aan de doelstelling zou voldoen (aangezien alternatieve PDF-programmatuur zoals Ghostscript het formaat zonder problemen afdrukt), de BSD-licentie zou schenden, niet verenigbaar zou zijn met de idealen van de opensourcebeweging en omdat de software zonder toestemming of terugmelding contact opneemt met het WWF.